# تئونا سوخاشویلی
تئونا سوخاشویلی (گرجی: თეონა სუხაშვილი؛ زادهٔ ۶ فوریهٔ ۱۹۹۴) بازیکن فوتبال اهل گرجستان است.
وی همچنین در تیم ملی فوتبال Georgia بازی کرده‌است.